# شهرستان سنت پیر
سنت پیر (کومونه) (به ایتالیایی: Saint-Pierre, Aosta Valley) یک کومونه در ایتالیا است که در واله دائوستا واقع شده‌است.

## خصوصیات
سنت پیر ۲۶ کیلومترمربع مساحت و ۲٬۸۳۵ نفر جمعیت دارد و ۷۳۱ متر بالاتر از سطح دریا واقع شده‌است.

## خواهرخوانده
شهر Saint-Pierre-en-Faucigny خواهرخواندهٔ سنت پیر (کومونه) هست.